# Freddy Delbaen

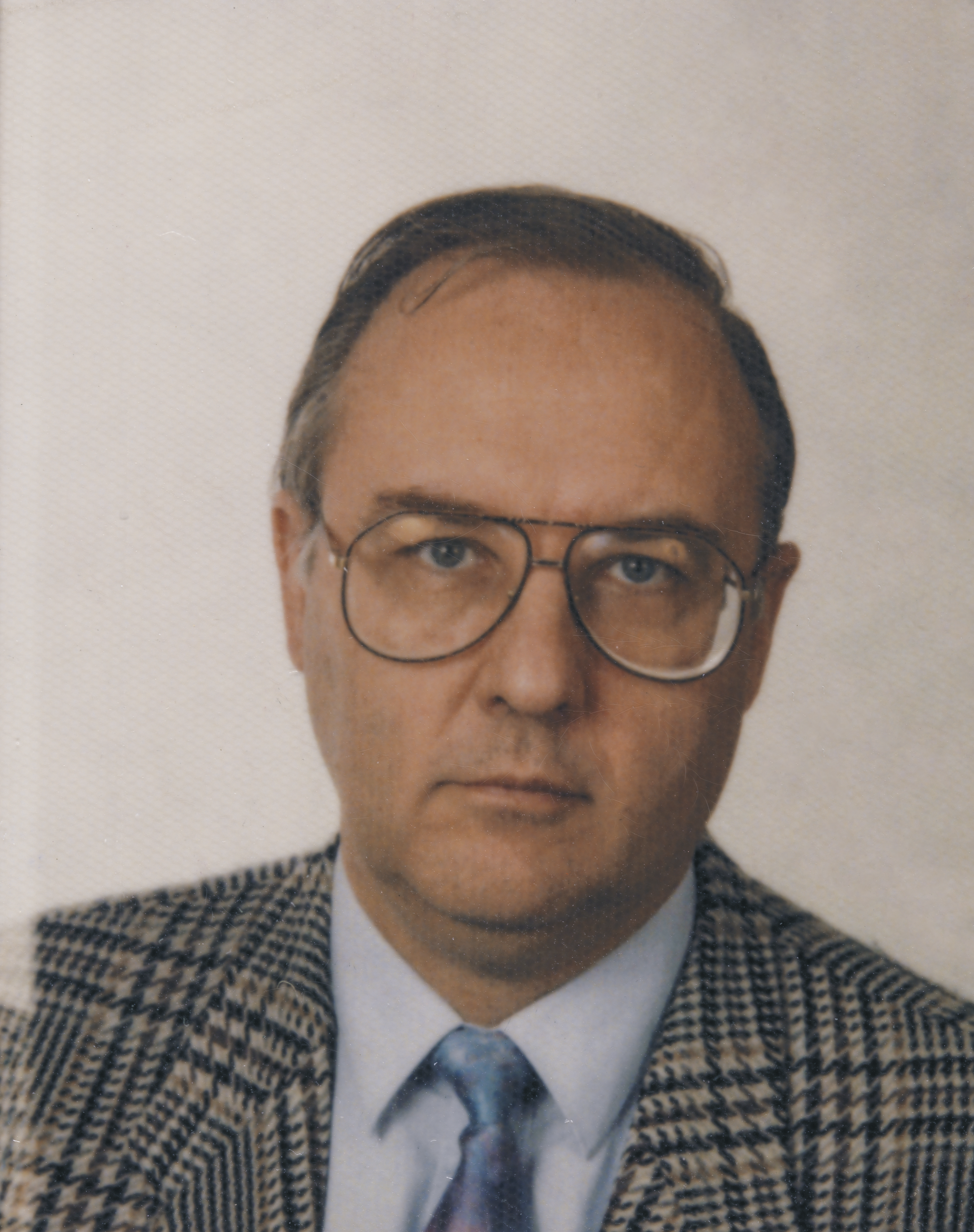
Freddy Delbaen (1997)

Freddy Delbaen (* 21. November 1946 in Duffel, Belgien) ist ein belgisch-schweizerischer Mathematiker und emeritierter Professor für Finanzmathematik an der ETH Zürich.
Delbaen leistete wichtige Beiträge zur mathematischen Arbitrage-Theorie und war an der Einführung des Begriffes des Risikomaßes mitbeteiligt. Neben der Finanzmathematik forscht er auch auf den Gebieten der Stochastik, der Funktionalanalysis sowie der Versicherungsmathematik.

## Leben
Delbaen wurde 1946 in Duffel in der Provinz Antwerpen geboren. Er studierte Mathematik an der Freien Universität Brüssel und promovierte dort 1971 bei Lucien Waelbroeck.
In den Jahren von 1971 bis 1995 war er Professor an der Freien Universität Brüssel sowie an der Universität Antwerpen. 1995 wurde Delbaen ordentlicher Professor an der ETH Zürich und blieb dort bis zu seinem Ruhestand 2008. Er ist aber weiterhin emeritierten Professor an der ETH sowie seit 2011 auch Gastdozent an der Universität Zürich.
Delbaen ist Fellow des Institute of Mathematical Statistics und der American Mathematical Society. 2020 wurde er zum Mitglied der Academia Europaea gewählt.

## Forschung
Seine Forschungsschwerpunkte sind die mathematische Theorie der Arbitrage und des Risikomaßes.

### Arbitrage-Theorie
Zusammen mit Walter Schachermayer bewies er 1994 eine allgemeine Form des Fundamentalsatz der Arbitragepreistheorie, wobei der Begriff „keine Arbitrage“ durch den Begriff des NFLVR (englisch no free lunch with vanishing risk) ersetzt wurde. 1999 veröffentlichte er dann nochmals mit Schachermayer eine Verallgemeinerung des Fundamentalsatzes für einen unbeschränkten Preisprozess.

### Risikomaß
Der Begriff des (kohärenten) Risikomaßes wurde 1997 von ihm zusammen mit P. Artzner, J. M. Eber und D. Heath auf einem endlichen Wahrscheinlichkeitsraum eingeführt. Etwas später verallgemeinerte Delbaen den Begriff auf allgemeine Wahrscheinlichkeitsräume.

## Publikationen (Auswahl)
- Philippe Artzner, Freddy Delbaen, Jean-Marc Eber, David Heath: Coherent Risk Measures. In: Mathematical finance. Band 3, Nr. 3, 1997, S. 203–228.
- Freddy Delbaen und Walter Schachermayer: A General Version of the Fundamental Theorem of Asset Pricing. In: Mathematische Annalen. Band 300, Nr. 1, 1994, S. 463–520, doi:10.1007/BF01450498.
- Freddy Delbaen: Coherent risk measures on general probability spaces. In: Springer (Hrsg.): Advances in finance and stochastics. 2002, S. 1–37.
- Freddy Delbaen und Walter Schachermayer: The fundamental theorem of asset pricing for unbounded stochastic processes. In: Mathematische Annalen. Band 20, Nr. 2, 1999, doi:10.1016/S0167-6687(97)80683-X.
- J. Bourgain und F. Delbaen: A class of special {\displaystyle L^{\infty }} spaces. In: Acta Mathematica. Band 145, 1980, S. 155–176.
- F. Thomas Bruss und F. Delbaen: Optimal Rules for the Sequential Selection of Monotone Subsequences of Maximum Length. In: Stochastic Processes and their Applications. Band 96, 2001, S. 313–342.
- F. Delbaen und W. Schachermayer: The existence of absolutely continuous local martingale measures. In: Institute of Mathematical Statistics (Hrsg.): The Annals of Applied Probability. 1995, S. 926–945.

### Bücher
- mit Walter Schachermayer: The Mathematics of Arbitrage. Springer Finance, 2005